# Артищева, Роза Вениаминовна
Ро́за Вениами́новна Арти́щева (род. 2 сентября 1934, Сернур, Сернурский район, Марийская АО) — советский и российский музыковед

, член Союза композиторов СССР (1988), заслуженный работник культуры Республики Марий Эл (1995), лауреат Государственной премии Марий Эл им. И. С. Палантая (2013).

## Биография
Родилась в семье партийных работников. В 1935 году семья переехала в Йошкар-Олу. Отец хорошо играл на гитаре и мечтал дать своим детям музыкальное образование; погиб на фронте во время Великой Отечественной войны.
Закончила в Йошкар-Оле школу рабочей молодёжи с золотой медалью. В 1945 году Артищева поступила в детскую музыкальную школу в класс фортепиано. За пять лет она прошла полный курс школы-семилетки и, окончив её с отличием, в 1950 году становится учащейся фортепианного отделения музыкального училища имени И. С. Палантая. По специальности занималась в классе преподавателя К. Р. Гейста, по теоретическим предметам — у Л. Н. Сахарова и Н. А. Сидушкина. В 1954 году окончила музыкальное училище с отличием.
В 1954 году Р. Артищева училась в Казанской государственной консерватории сначала на фортепианном факультете, затем на теоретико-композиторском факультете по специальности история музыки (класс преподавателя Г. Н. Касаткиной). В 1960 году закончила консерваторию по специальности «Музыковед».
После окончания консерватории возвратилась в Йошкар-Олу, в музыкальное училище, где более тридцати лет (1960—1993) проработала преподавателем теоретических дисциплин, лектора музыкально-теоретических дисциплин, музыкального критика.
С 1993 года — на пенсии.
С первых лет работы Роза Вениаминовна Артищева занималась лекторской и музыкально-критической деятельностью. В республиканской печати часто печатались её статьи об основных событиях музыкальной жизни республики: о симфонических и сольных концертах, спектаклях музыкального театра, творчестве марийских композиторов. Почти 40 лет прошло со времени опубликования в 1968 году её первой рецензии. С тех пор она постоянно сотрудничает с марийской прессой.
Помимо многочисленных статей, Артищева выпустила несколько книг и брошюр, среди которых «Анатолий Луппов и марийская музыка» (1986), «Нифонт Афанасьевич Сидушкин», «Константин Романович Гейст» и другие.
В 1988 году Роза Вениаминовна была принята в Союз композиторов. С этого времени активизировалась её музыкально-общественная деятельность. Она — постоянный участник пленумов, съездов, конференций, музыкальных фестивалей.
В 2013 году Роза Артищева за серию научно-музыковедческих публикаций «Марийская профессиональная музыка» была удостоена Государственной премии Марий Эл им. И. С. Палантая.